# 罗卡奇列
罗卡奇列（義大利語：Rocca Cigliè），是意大利库内奥省的一个市镇。总面积7平方公里，人口158人，人口密度22.6人/平方公里（2009年）。ISTAT代码为004188。